# Прапор регіону Південь-Піренеї
Прапор регіону Південь-Піренеї — прапор регіону на півдні Франції, що межує з Іспанією та Андоррою.